# Gemini 11
Gemini 11 – dziewiąty załogowy lot programu Gemini, podczas którego statek osiągnął wysokość 1369 km i ustanowił nowy rekord odległości załogowego statku kosmicznego od Ziemi. 

## Załoga[1]

### Podstawowa
- Charles Conrad (2) – dowódca
- Richard Gordon (1) – pilot

### Rezerwowa
- Neil Armstrong – dowódca
- William Anders – pilot

### CapCom
- Clifton Williams (przylądek Canaveral)
- John Young (Houston)
- Alan Bean (Houston)

## Misja

### Cele misji
Podstawowym celem misji (zakończonym pełnym sukcesem) było spotkanie na orbicie z GATV 11 (kolejnym statkiem serii Agena Target Vehicle) i dokowanie już pod koniec pierwszego okrążenia, co było niezbędne w przypadku planowanych w przyszłości lotów w ramach programu Apollo na Księżyc (wszystkie poprzednie statki dokowały dopiero podczas czwartego-piątego okrążenia). Zaplanowano również dwa wyjścia w przestrzeń kosmiczną (EVA) oraz manewry połączonymi statkami. Ważnym zadaniem do wykonania było automatyczne wejście w atmosferę pod kontrolą komputera pokładowego.

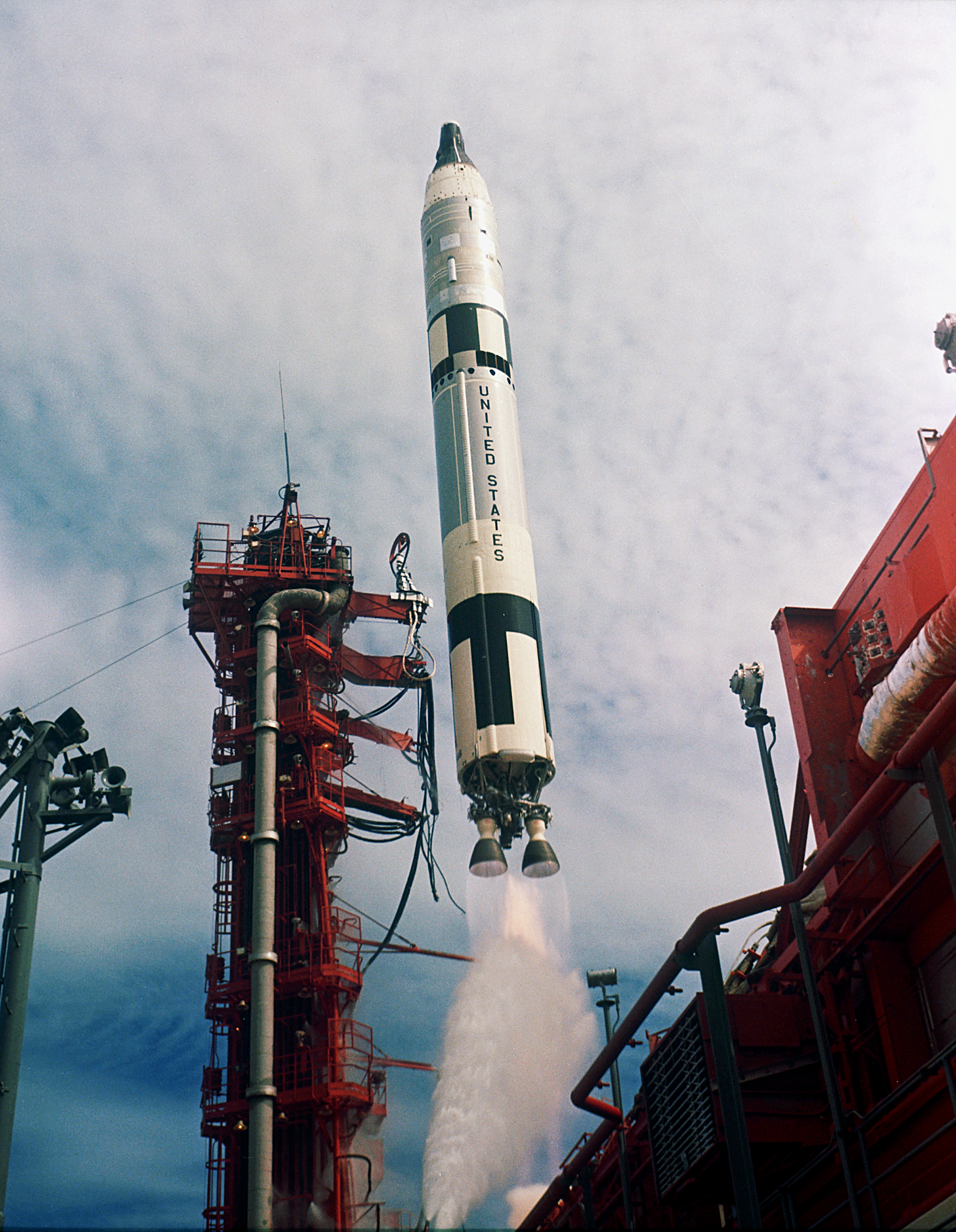
Gemini-Titan 11 - start

### Start
Start w dniu 9 września i ponownie 10 września 1966 roku został odroczony z powodu usterek rakiety Titan II. Start nastąpił 12 września 1966 roku o godzinie 14:42:26 UTC z wyrzutni LC-19 na Przylądku Canaveral. Start nastąpił w czasie istnienia jedynie trzy-sekundowego okienka, na orbitę przebiegającą niewiele ponad 360 km poza obiektem docelowym i poniżej niego. Rakieta Agena wystartowała 97 minut wcześniej z platformy startowej LC-14.

### Przebieg lotu
Najważniejsze wydarzenie całej misji miało miejsce już na samym początku podczas pierwszego okrążenia Ziemi. Astronauci połączyli się z GATV 11 wystrzeloną niecałe 100 minut wcześniej. Po połączeniu nastąpiło celowe rozłączenie pojazdów, a następnie tę samą operację w przestrzeni powtórzono jeszcze kilkakrotnie. Zgodnie z planem odbyły się również dwa wyjścia poza statek.

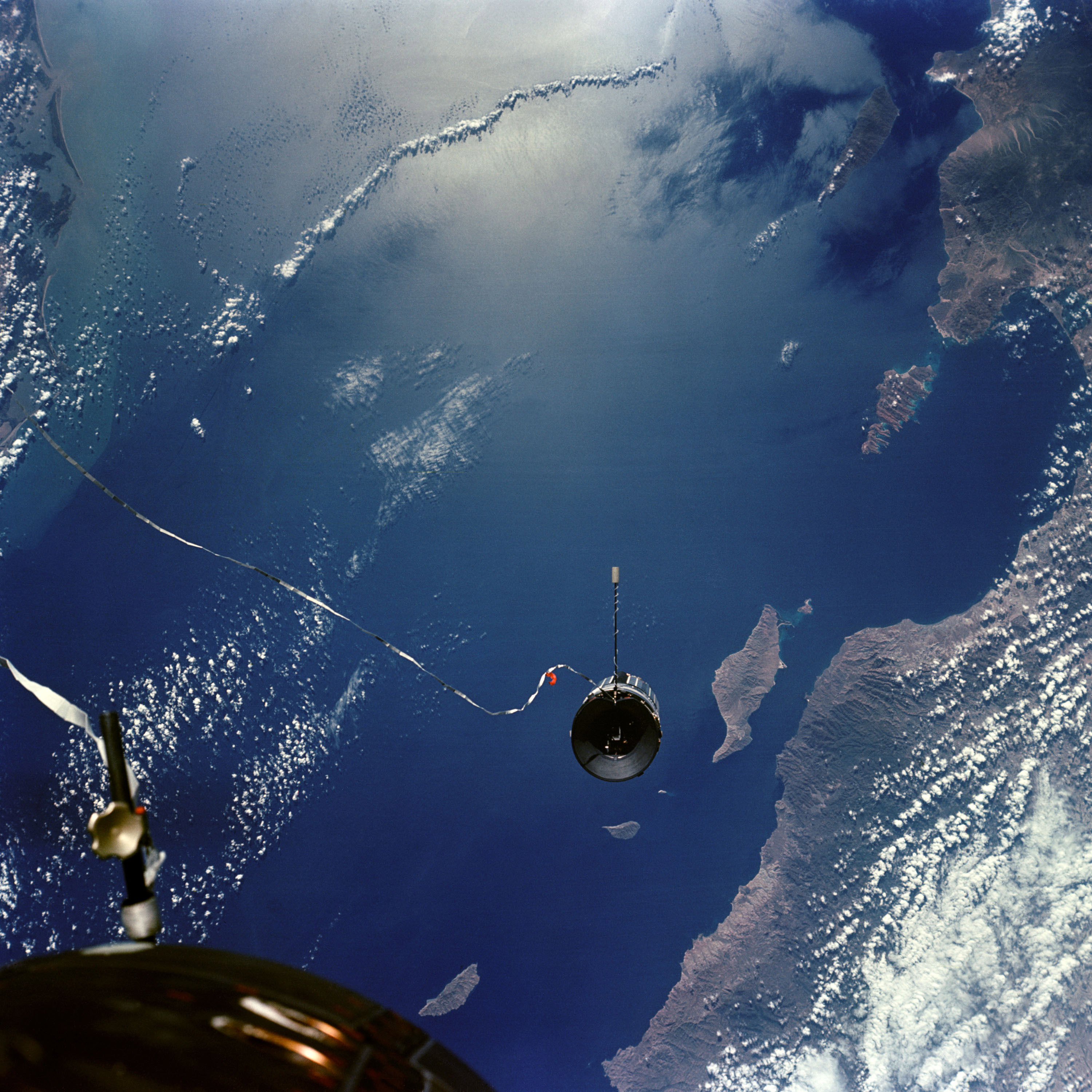
Gemini 11 i Agena - eksperyment ze sztuczną grawitacją

Podczas misji wykonano też po raz pierwszy eksperyment związany ze sztuczną grawitacją.
Po raz pierwszy, dysponując znacznymi zapasami paliwa kosmiczny tandem został wprowadzony na orbitę o rekordowym apogeum, znajdującym się na wysokości 1369 km. Po trzech godzinach astronauci obniżyli orbitę do 298 km.

### EVA
Pod koniec pierwszego dnia Richard Gordon pierwszy raz wyszedł na zewnątrz pojazdu. Długość przewodu łączącego astronautę z kapsułą zmniejszono do 9 m (Colins korzystał z liny o długości 15 metrów). Pierwszą jego czynnością było zdjęcie z zewnętrznej powłoki statku pojemnika z emulsją jądrową, który rejestrował promieniowanie korpuskularne. Następnie połączył macierzysty statek z Ageną 11 30-metrową liną, po czym nastąpiło zwolnienie Gemini 11 z kołnierza cumowniczego pojazdu docelowego. Cały ten zespół został wprowadzony w powolny ruch obrotowy. Doświadczenie miało na celu stworzenie w kabinie słabej namiastki siły ciążenia. Podczas jednego obrotu w ciągu dziewięciu minut wytworzono siłę przyciągania 0,00015 g. Wówczas poczuł się bardzo zmęczony. Jego tętno wzrosło do 162 uderzeń na minutę. Wyczerpanie miało charakter nie tylko fizyczny, ale i psychiczny. Orbitował przez 44 minuty (przewidywano 115 minut). Po raz kolejny okazało się, że opuszczenie statku powoduje nadmierny wysiłek. Długo przed zaplanowanym końcem spaceru Gordon był już bardzo zmęczony, by go kontynuować. Okazało się, że podobnie jak w przypadku poprzednich spacerów treningi odbywane na Ziemi nie przygotowują astronautów do zadań jakie czekają ich podczas pracy w otwartej przestrzeni kosmicznej. Po powrocie do kabiny odpoczynek przywrócił mu siły. Później jeszcze raz podjął działalność na zewnątrz. Bardziej udane było drugie wyjście w przestrzeń kosmiczną, podczas którego Gordon stał w otwartym włazie pojazdu. Wychylony wykonał zdjęcia wybranych gwiazd w ultrafiolecie. Astronauta po powrocie przyznał, że wykonywał ruchy nie zachowując pełni władzy nad swoim ciałem. Miał trudności z unoszeniem w rękach sprzętu i utrzymywaniem go przed sobą. 

### Wodowanie
Ostatnim zadaniem jakie wykonał Gemini 11 podczas powrotu na Ziemię (niezwykle ważnym w kontekście przygotowań do programu Apollo) było pierwsze wejście w atmosferę całkowicie pod kontrolą komputera pokładowego. System sprowadzania pojazdu z orbity zadziałał bez zarzutu – kapsuła z astronautami wodowała w zachodniej części Atlantyku w odległości 4,9 km od zaplanowanego miejsca. Wodowanie miało miejsce 15 września 1966 roku o godzinie 13:59:35. Załoga została przetransportowana helikopterem na pokład oczekującego lotniskowca USS Guam (LPH-9).